# Osmaci
Osmaci (srbsky Осмаци) je město a sídlo stejnojmenné opčiny v Bosně a Hercegovině v Republice srbské. Nachází se asi 7 km jihovýchodně od Kalesije a asi 122 km severovýchodně od Sarajeva. V roce 2013 žilo v Osmaci 1 029 obyvatel, v celé opčině pak 6 172 obyvatel. Opčina města Osmaci po odtržení části opčiny města Kalesija.
Součástí opčiny je celkem 16 trvale obydlených sídel.
- Borogovo 283
- Bulatovci 5
- Caparde 974
- Gojčin 128
- Hajvazi 554
- Kosovača 5
- Kulina 161
- Kusonje 149
- Mahala 630
- Matkovac 398
- Osmaci 1 029
- Rakino Brdo 262
- Sajtovići 277
- Šeher 634
- Viličevići 443
- Zelina 150

U města pramení řeka Spreča.